# Günther Karpa
Günther Karpa (* 23. Dezember 1923 in Dresden; † 29. Mai 2006) war ein deutscher Jazz- und Unterhaltungsmusiker, der auch als Filmkomponist und Musikpädagoge hervorgetreten ist.
Karpa studierte am Konservatorium Dresden. Ab 1948 war er als Trompeter Mitglied der Dresdner Tanzsinfoniker; weiterhin arbeitete er als Studiomusiker und Solist bei Walter Kubiczeck und den Ludwig Lustig Dixielanders. Ab 1965 wurden unter seinem Namen mehrere Singles bei Amiga veröffentlicht. Er schrieb Kompositionen und Arrangements für Rundfunk und Film und war ab 1962 zunächst Lehrbeauftragter an der Musikhochschule Dresden, später Professor. Dort war er Mitbegründer der Abteilung Tanz- und Unterhaltungsmusik; er verfasste die Schriften Rhythmisch-stilistische Studien für Jazztrompete und Studien für Swing und Beat.

## Auszeichnungen (Auswahl)
- 1978: Dr.-Theodor-Neubauer-Medaille in Silber[2]
- 1986: Martin-Andersen-Nexö-Kunstpreis (an die Dresdner Tanzsinfoniker)
- 1989: Carl-Maria-von-Weber-Plakette

## Lexikalische Einträge
- Jürgen Wölfer: Jazz in Deutschland. Das Lexikon. Alle Musiker und Plattenfirmen von 1920 bis heute. Hannibal, Höfen 2008, ISBN 978-3-85445-274-4.